# احمد شکری (بازیکن فوتبال)
احمد شکری (عربی: احمد شكري؛ زادهٔ ۲۱ ژوئیهٔ ۱۹۸۹) یک بازیکن فوتبال اهل مصر است.

## باشگاهی
از باشگاه‌هایی که در آن بازی کرده‌است می‌توان به باشگاه ورزشی الاهلی مصر اشاره کرد.

## تیم ملی
وی همچنین در تیم‌های ملی فوتبال زیر ۲۰ سال مصر و زیر ۲۳ سال مصر بازی کرده‌است.